# Sanctuaire Notre-Dame-de-la-Paix de Bembéréké
Pour les articles homonymes, voir sanctuaire Notre-Dame-de-la-Paix.
Le sanctuaire Notre-Dame-de-la-Paix de Bembéréké est un sanctuaire marial — dédié à la Vierge Marie — de l'Église catholique, situé à Bembéréké dans le département du Borgou au Bénin. Il est rattaché au diocèse de N'Dali, qui le reconnaît sanctuaire diocésain.
Ce sanctuaire marial, l'un des plus fréquentés du nord du Bénin, est un lieu de pèlerinage et appartient à la juridiction ecclésiastique du diocèse de N'Dali,.

## Histoire
Les origines de ce lieu de pèlerinage sont fondamentalement liées à deux personnalités religieuses :
- Père Luigio Sma de la province d'Italie ;
- Mgr Nestor Assogba, évêque de Parakou, qui institue le pèlerinage.

En effet, dans les années 1940, le Père Luigio fonde la mission de Bembèrèkè et construit une église pour permettre aux chauffeurs qui partent de Parakou vers Niamey de s’arrêter à Bembèrèkè pour prier donc une halte spirituelle.
En 1976 Mgr Nestor Assogba, nommé évêque de Parakou, fonde un lieu de pèlerinage diocésain à la suite de la première visite apostolique du pape Jean-Paul II au Bénin. À l’époque il a sous son autorité 15 prêtres et quatre communautés religieuses pour desservir un seul diocèse constitué des actuels diocèses de Parakou, de N'Dali et de Kandi.

## Infrastructures
Le sanctuaire marial Notre-Dame-de-la-Paix de Bembèrèkè dispose d'une infrastructure diversifiée : 
- un foyer des jeunes garçons dénommé Foyer Saint Maximilien Marie Kolbe dont l’objectif est de venir en aide aux jeunes garçons orphelins ou en difficulté pour les études ou dont les domiciles des parents sont très émoignés des collèges publics ou privés ;
- une chapelle dont les origines remontent aux années 1940 ;
- une grotte mariale, pour la prière, les processions mariales, la récitation du chapelet en plein air, permettant l’accueil de groupes ;
- un podium qui regroupe plus de 3000 pèlerins ;
- un centre spirituel avec l’hôtellerie pour environ 50 personnes ;
- un chemin de Croix monumental qui serpente sur un espace de la colline en face de la chapelle jusqu’au Calvaire ;
- une statue de Saint Joseph et une statue de Marie qui défait les nœuds toutes deux à l’intérieur de la chapelle du sanctuaire ;
- un parc et une forêt accessible aux scouts et aux groupes qui souhaitent y camper.

## Personnalités liées au sanctuaire
- Mgr Nestor Assogba, évêque de Parakou, qui institue le pèlerinage.
- Mgr Martin Adjou,
- Père Luigio Sma de la province d'Italie,
- Père Jean Joseph M. Hounsa Ayelo,
- Clément M. Bonou,
- Père Alfonso M. Bruno.